# Ahl Angad (tribu)
 (avril 2025).
Motif : Absence de sources secondaires centrées en nombre et qualité suffisants
- Archive Wikiwix
- Bing
- Cairn
- DuckDuckGo
- E. Universalis
- Gallica
- Google
- G. Books
- G. News
- G. Scholar
- Persée
- Qwant
- (zh) Baidu
- (ru) Yandex
- (wd) trouver des œuvres sur Wikidata

| 1. | Préciser le motif de la pose du bandeau. | Précisez le motif de la pose du bandeau en utilisant la syntaxe suivante : {{admissibilité à vérifier\|date=août 2025\|motif=remplacez ce texte par le motif}}                         |
| 2. | Informer les utilisateurs concernés.     | Pensez à avertir le créateur de l'article, par exemple, en insérant le code ci-dessous sur sa page de discussion : {{subst:avertissement admissibilité à vérifier\|Ahl Angad (tribu)}} |

 (novembre 2024).
Ahl Angad (en arabe : أهل أنݣاد ou أهل أنجاد) est une tribu arabe issue de Banu Maqil vivant sur le territoire de la plaine de l'Angad, entre le Maroc et l'Algérie.

## Origines
Les Ahl Angad sont une alliance de divers clans arabes, issues de la tribu des Dawi Ubayd'Allah, une des branches de Banu Maaqil,, qui nomadisaient sur le territoire de "l'Angad" et ont fini par prendre ce nom, Ahl Angad voulant dire Les Gens de l'Angad. Cette appellation est d'ailleurs plus usitée au Maroc; en Algérie on dit simplement "Angad".

## Histoire
L'installation des bédouins des Dawi Ubayd'Allah dans la Plaine d'Angad, entre Oujda et Tlemcen, aurait été décidée par le sultan zianide, Abu Hammou Moussa II, personnellement en 1358[réf. nécessaire].
La tribu Laa'thana, installée dans le Rif, entre Ahfir et Saïdia, dans la plaine de Triffa, a émigré de la tribu Ahl Angad au XIXe siècle. Ils sont des arabes bédouins, originaires de Othman ibn Kharraj des Banu Maqil[réf. nécessaire].
Les Ahl Angad étaient constamment en conflits contre les tribus berbères voisines, notamment les Yat Iznassen.

## Composition tribale
Les Ahl Angad Gherabah sont divisés en 2 grandes branches géographiques puis plusieurs branches claniques, : 
- Ahl Angad de Trifa
  - Les Awlad Sghir
  - Les Huwara Angad
- Ahl Angad d'Oujda
  - Les Mezouir
    - Mezouir, proprement dit
    - Al-Athamna

  - Les Awlad Ya'qub ben Mussa 
    - Les Awlad Ahmed ben Brahim
    - Les Awlad Ali ben Talha

Sur leur territoire ne se trouvent aucun marché et aucune présence juive[pertinence contestée][réf. souhaitée].
Les Angad du Tell eux sont composés des : 
- Awlad Melouk
- Dawi Yahya
- Awlad Sidi Mujahid
- A'achach
- Awlad Mansur
- Awlad Riyah
- Jouidat

## Religion
Les Ahl Angad d'Oujda étaient sous la domination religieuse des marabouts de Kenatsa.